# Воронцовская пещера
Воронцо́вская пеще́ра — пещера, расположенная на Воронцовском хребте в верховьях реки Кудепсты в Хостинском районе города Сочи Краснодарского края в России. Пещера входит в состав Воронцовской системы пещер.

## Описание

Сталактиты на сводах в одном из залов Воронцовской пещеры

Воронцовская пещера заложена в верхнемеловых слоистых известняках, но на ряде участков врезана в подстилающие некарстующиеся отложения. Имеет более десяти входов, располагающихся в бортах долины реки Кудепсты на высоте 419—720 м над уровнем моря.
В зонах наиболее интенсивной трещиноватости развиты камеры обвального типа. Это залы Тишины, Медвежий, Овальный, грот Прометей и другие. Стены и потолки этих залов разбиты трещинами, по которым и происходит отрыв блоков породы, а пол завален упавшими глыбами. В обширном зале Подземной реки имеются глыбы известняка объёмом до 50 м³. Обвальные залы сменяются залами, задрапированными натёчными образованиями: сталактитами, сталагмитами и колоннами. Длина сталактитов может достигать нескольких метров.
Один из самых красивых залов пещеры — Эстрадный (или Люстровый). Его ширина 8—9 м, длина — около 20 м. В нём находятся причудливой формы сталагмиты, сталактиты и другие натёчные карстовые образования.
Грот Прометей — самый длинный зал Воронцовской пещеры, достигает длины более 120 м.
В пещере обнаружены стоянки древнего человека, а в районе Медвежьего и тупиках Очажного зала найдены кости пещерного медведя. В ближней части пещеры известны многочисленные археологические находки позднего палеолита, позднего неолита и энеолита.

## Этимология
Название пещеры происходит от одноимённого близлежащего населенного пункта — села Воронцовка.

## Экскурсионный объект
Официальное экскурсионное освоение начато с 2000 года ООО «Воронцовские пещеры». В настоящее время по пещере проложен экскурсионный маршрут.

## Галерея

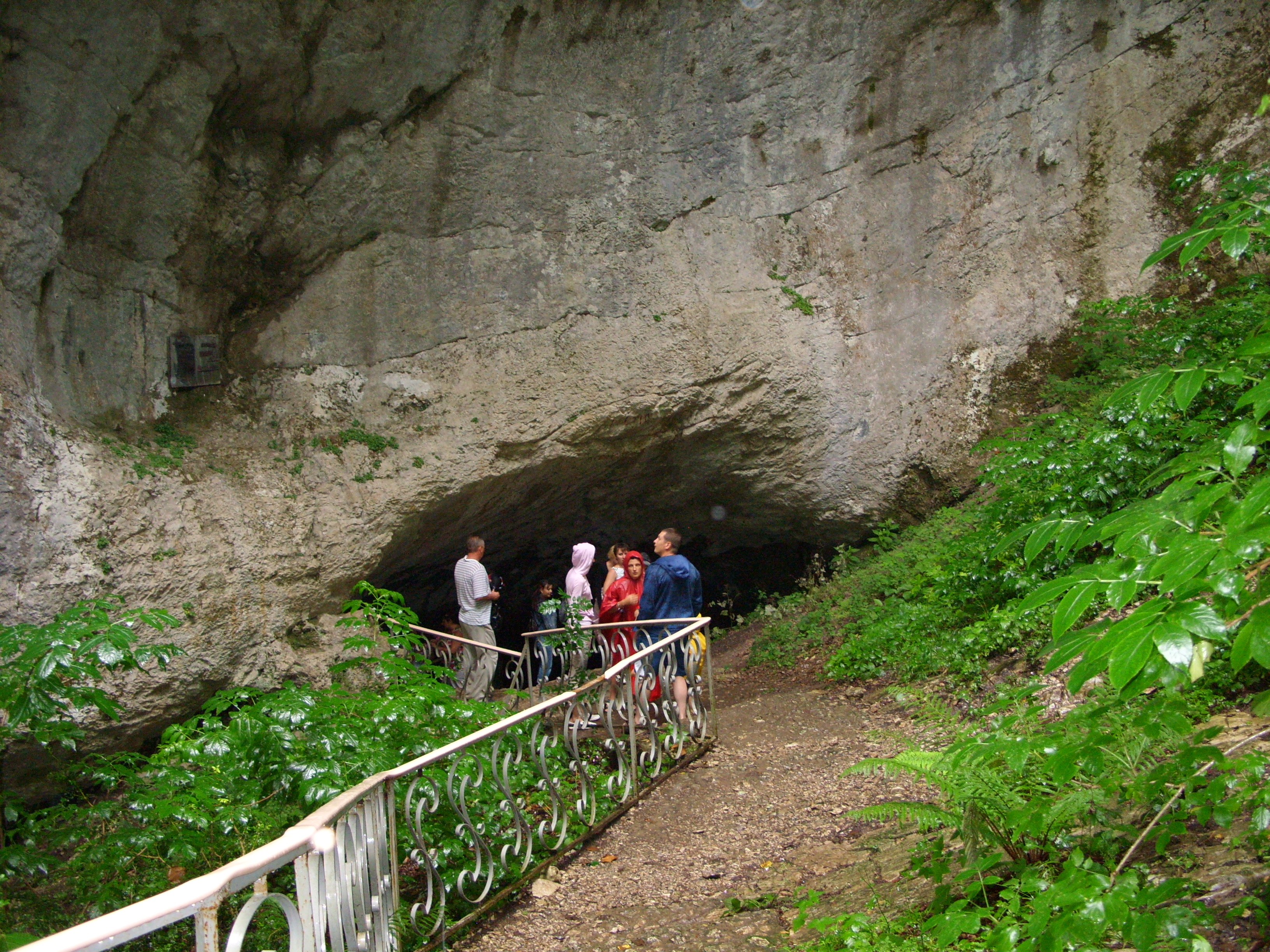
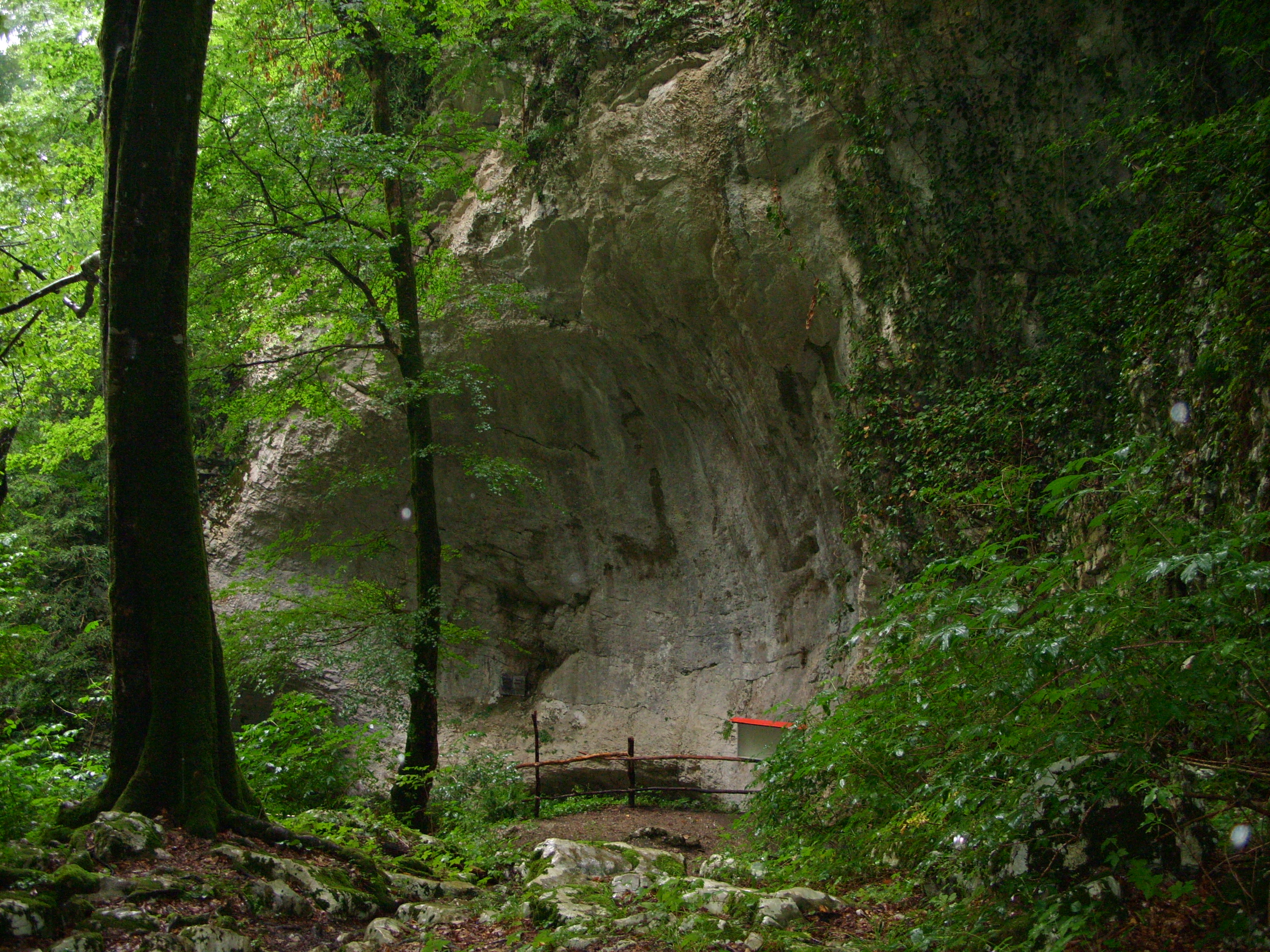
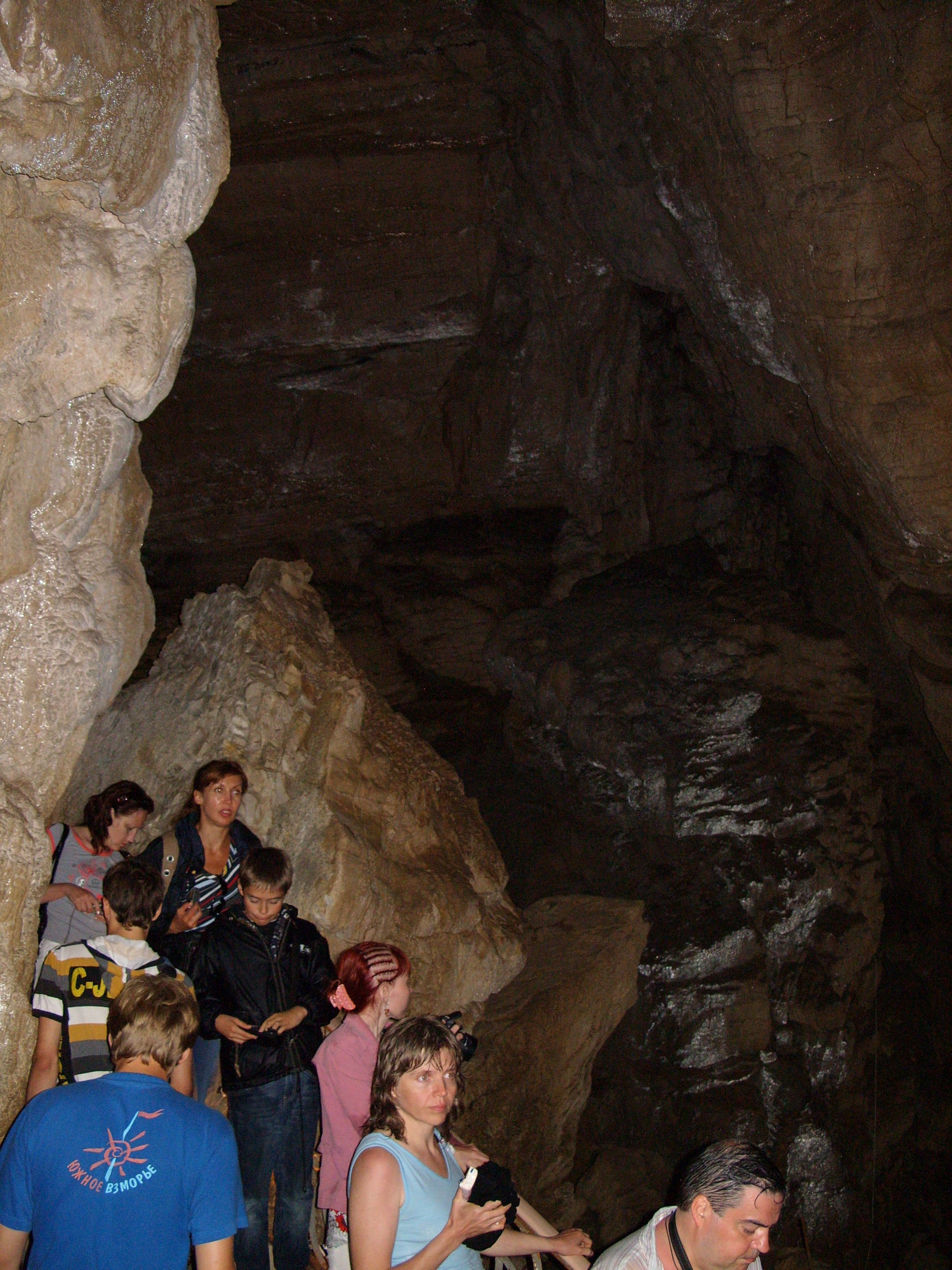
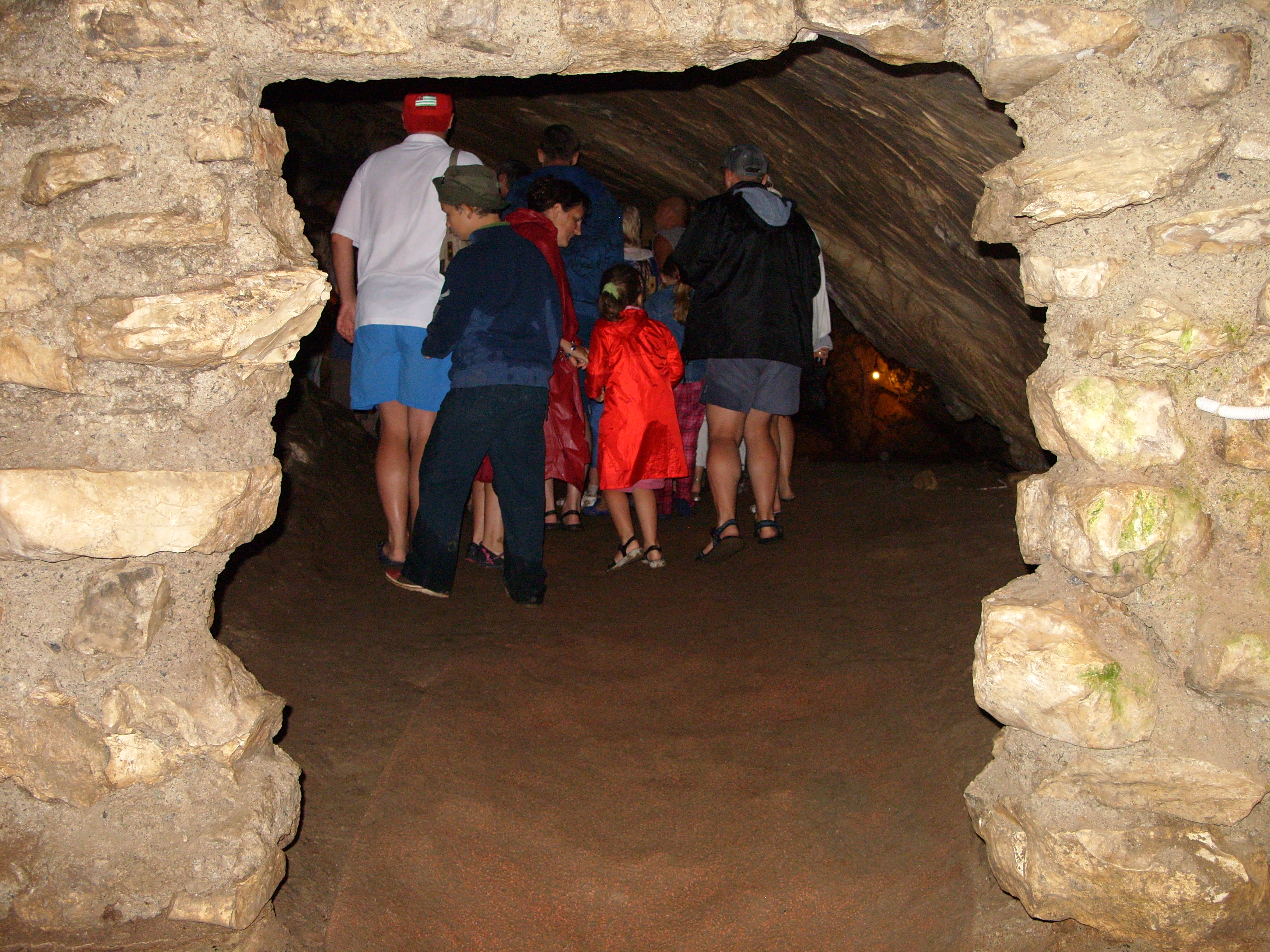